# Tratado de París (1303)

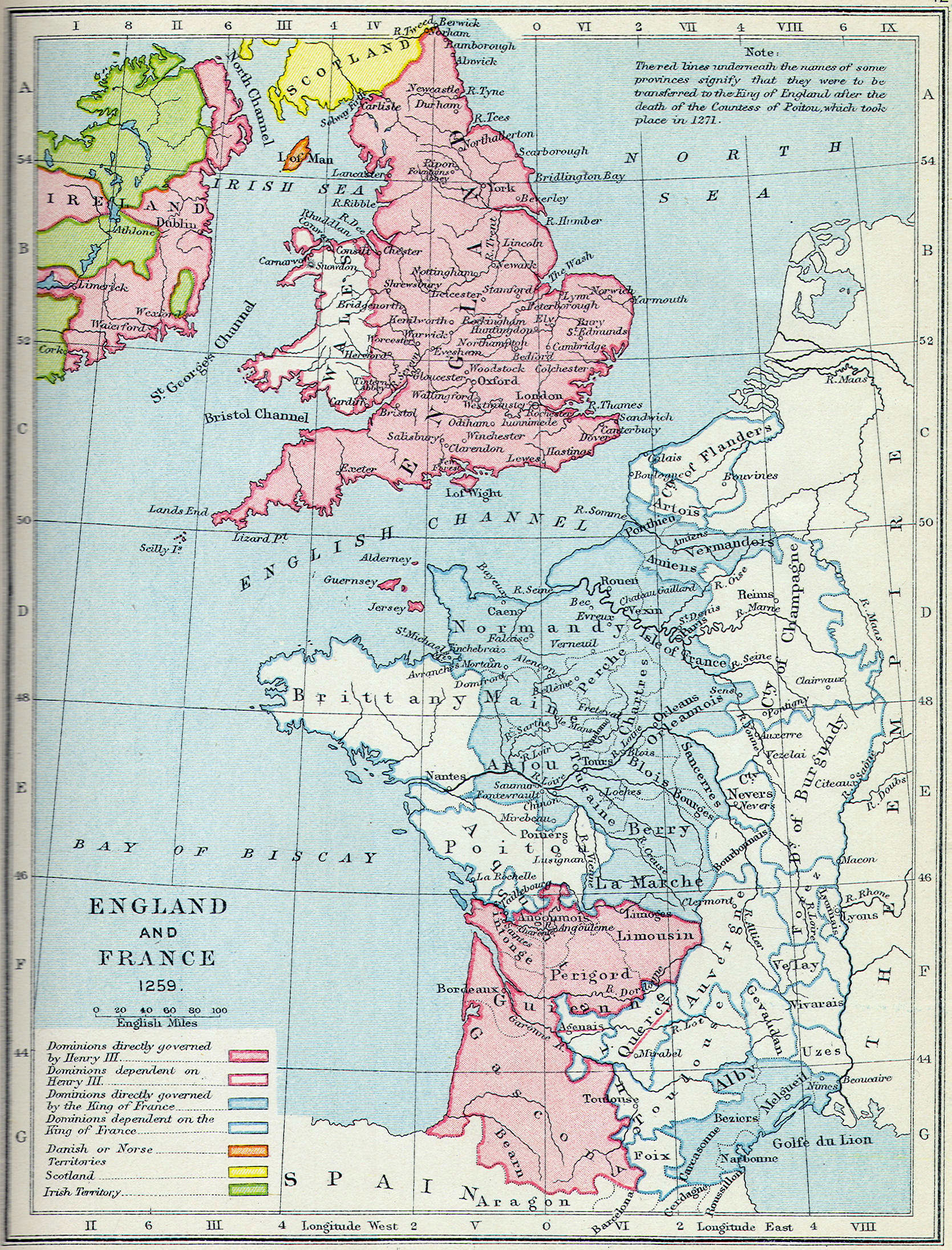
El Imperio angevino inglés y Francia después del Tratado de París de 1259 y las muertes en 1271 del conde y la condesa de Poitou.

El Tratado de París de 1303 fue un tratado de paz entre el rey Eduardo I de Inglaterra y Felipe IV de Francia que puso fin a la Guerra de Gascuña (1294-1303). Firmado en París el 20 de mayo de 1303, preveía en gran medida el retorno al statu quo ante bellum y mantuvo la paz entre ambos reinos hasta la Guerra de San Sardos de 1324.

## Contexto
La conquista de Inglaterra en 1066 por Guillermo el Conquistador, duque de Normandía, creó una situación incómoda por la cual los reyes de Inglaterra eran soberanos sobre parte de su territorio, pero estaban obligados por homenaje a los reyes de Francia por otras tierras ricas y bien pobladas del continente. 
Bajo Enrique II de Inglaterra y su esposa Leonor de Aquitania, esto creció hasta convertirse en lo que se conoce como el Imperio angevino. El Tratado de París de 1259 reconoció la pérdida de Normandía, Maine, Anjou y Poitou, pero dejó a los reyes ingleses como duques de Aquitania. 
Con Felipe IV intentando afirmar un mayor control sobre su reino, un conflicto pesquero en 1293 se intensificó hasta convertirse en un intento de terminar con todo el dominio inglés en Francia. Las revueltas en Escocia y en Flandes llevaron a ambos reyes a aceptar la mediación bajo los nuncios del papa Bonifacio VIII, lo que condujo a los tratados de Montreuil y Chartres de 1299. Eduardo se casó con la hermana de Felipe, Margarita, el mismo año.
Las negociaciones para un tratado final fueron llevadas a cabo en nombre de Eduardo I por Amanieu VII, señor de Albret; Aymer de Valence, conde de Pembroke; Juan de Pontoise, obispo de Winchester; Amadeo  V, conde de Saboya; Enrique de Lacy, conde de Lincoln; y Otón de Grandson, señor de las Islas. Entre los enviados de Felipe se encontraban su hermano Luis, conde de Évreux; Roberto  II, duque de Borgoña; Juan  II, duque de Bretaña; y su chambelán Pierre de Chambly.

## Términos
El tratado fue acordado en París el 20 de mayo de 1303 y ratificado por Eduardo I en Escocia el 10 de julio.
En virtud del tratado, Felipe IV se comprometió a hacer todo lo posible para restaurar el control inglés del Ducado de Aquitania antes del 15 de Pentecostés (9 de junio de 1303) a cambio de  la promesa de Eduardo I de ir a Amiens y jurar personalmente lealtad por las tierras el 8 de septiembre de 1303. Aquitania recuperaría así su condición de feudo francés, y sus nobles debían doble lealtad a Eduardo como duque y a Felipe como rey. 
Se concedió amnistía a ambas partes y todos los rehenes fueron liberados sin pago ni obligación adicional. Eduardo se comprometió a recompensar a Felipe por cualquier mejora realizada en las tierras durante su ocupación, y Felipe a proporcionar ciudades, fincas, etc., equivalentes o mejores, por las que no fueran devueltas a los ingleses como antes.

## Legado
Posteriormente, se mantuvo la paz entre Francia e Inglaterra hasta la Guerra de San Sardos de 1324. Eduardo II y la hija de Felipe, Isabel, se casaron en Boulogne-sur-Mer]] el 25 de enero de 1308. Francia reanudó su política de desmantelamiento de los feudos ingleses mediante la audiencia de apelaciones en el Parlamento de París. Sin embargo, las continuas tensiones sobre la sumisión teórica de Inglaterra al rey francés prepararon el terreno para la Guerra de los Cien Años (1337-1453).